# Scatopsciara curviforceps
Scatopsciara curviforceps är en tvåvingeart som först beskrevs av Bukowski och Franz Lengersdorf 1936.  Scatopsciara curviforceps ingår i släktet Scatopsciara och familjen sorgmyggor.
Artens utbredningsområde är Ukraina. Arten är reproducerande i Sverige. Inga underarter finns listade i Catalogue of Life.